# Ла-Ворд (Техас)
Ла-Ворд (англ. La Ward) — місто (англ. city) в США, в окрузі Джексон штату Техас. Населення — 176 осіб (2020).

## Географія
Ла-Ворд розташована за координатами 28°50′47″ пн. ш. 96°27′54″ зх. д. / 28.84639° пн. ш. 96.46500° зх. д. (28.846442, -96.464876).  За даними Бюро перепису населення США в 2010 році місто мало площу 2,10 км², уся площа — суходіл.

## Демографія
Згідно з переписом 2010 року, у місті мешкало 213 осіб у 75 домогосподарствах у складі 56 родин. Густота населення становила 101 особа/км².  Було 88 помешкань (42/км²).
Расовий склад населення:
| - 86,4 % — білих - 1,4 % — корінних американців - 11,3 % — осіб інших рас |

До двох чи більше рас належало 0,9 %. Частка іспаномовних становила 35,2 % від усіх жителів.
За віковим діапазоном населення розподілялося таким чином: 33,3 % — особи молодші 18 років, 55,4 % — особи у віці 18—64 років, 11,3 % — особи у віці 65 років та старші. Медіана віку мешканця становила 33,4 року. На 100 осіб жіночої статі у місті припадало 104,8 чоловіків;  на 100 жінок у віці від 18 років та старших — 102,9 чоловіків також старших 18 років.
За межею бідності перебувало 5,3 % осіб, у тому числі 5,7 % дітей у віці до 18 років та 36,8 % осіб у віці 65 років та старших.
Цивільне працевлаштоване населення становило 79 осіб. Основні галузі зайнятості: виробництво — 19,0 %, будівництво — 16,5 %, освіта, охорона здоров'я та соціальна допомога — 15,2 %, науковці, спеціалісти, менеджери — 13,9 %.